# Menschikowo (Kursk)
Menschikowo (russisch Меньшиково) ist ein Dorf (derewnja) in der Oblast Kursk in Russland. Es gehört zum Rajon Chomutowka und zur Landgemeinde (selskoje posselenije) Skoworodnewski selsowjet.

## Geographie
Der Ort liegt gut 92 km Luftlinie westlich des Oblastverwaltungszentrums Kursk im südwestlichen Teil der Mittelrussischen Platte, 23 km östlich des Rajonverwaltungszentrums Chomutowka, 8 km vom Sitz des Dorfsowjet – Skoworodnewo, 35 km von der Grenze zwischen Russland und der Ukraine, am kleinen Fluss Ismud (Nebenfluss der Swapa).

### Klima
Das Klima im Ort ist wie im Rest des Rajons kalt und gemäßigt. Es gibt während des Jahres eine erhebliche Niederschlagsmenge. Dfb lautet die Klassifikation des Klimas nach Köppen und Geiger.

## Bevölkerungsentwicklung
| Jahr | Einwohner |
| ---- | --------- |
| 2002 | 176       |
| 2010 | 88        |
| 2015 | 90        |

Anmerkung: Volkszählungsdaten

## Verkehr
Menschikowo liegt 15 km von der Fernstraße föderaler Bedeutung A 142 (Trosna – Kalinowka), 22 km von der Straße regionaler Bedeutung 38K-040 (Chomutowka – Rylsk – Gluschkowo – Tjotkino – Grenze zur Ukraine), an der Straße 38K-003 (Dmitrijew – Berjosa – Menschikowo – Chomutowka), 7 km von der Straße interkommunaler Bedeutung 38N-024 (Bogomolow – Kapystitschi – Grenze zum Rajon Rylsk), 14 km von der Straße 38N-708 (38-040 – Pody – Petrowskoje), 18 km von der nächsten Haltestelle 536 km (Eisenbahnstrecke Nawlja – Lgow-Kijewskij) entfernt.
Der Ort liegt 186 km vom internationalen Flughafen von Belgorod entfernt.